# Orígenes secretos
Orígenes secretos is een Spaanse film uit 2020, geregisseerd door David Galán Galindo. De film is gebaseerd op Galindo's gelijknamige roman.

## Verhaal
Een seriemoordenaar veroorzaakt chaos door de oorsprongsverhalen van superhelden te imiteren. De jonge politieman David wordt ingeschakeld om de gruwelijke moorden op te lossen, waarbij hij gedwongen wordt samen te werken met strip- en cosplay-fanaten.

## Rolverdeling
| Acteur             | Personage   |
| ------------------ | ----------- |
| Javier Rey         | David       |
| Verónica Echegui   | Norma       |
| Brays Efe          | Jorge Elias |
| Leonardo Sbaraglia | Paco        |
| Álex García        | Javier      |
| Ernesto Alterio    | Bruguera    |
| Carlos Areces      | Galván      |
| Antonio Resines    | Cosme       |
| Roman Rymar        | Felipe      |
| Fran Bleu          | Víctor Vid  |

## Ontvangst

### Recensies
Op Rotten Tomatoes geeft 67% van de 9 recensenten de film een positieve recensie, met een gemiddelde score van 6,33/10.

### Prijzen en nominaties
Een selectie:
| Jaar | Prijs                           | Categorie                | Genomineerde                          | Resultaat   |
| ---- | ------------------------------- | ------------------------ | ------------------------------------- | ----------- |
| 2021 | Premios Goya (35ste uitreiking) | Beste bewerkt scenario   | David Galán Galindo, Fernando Navarro | Genomineerd |
| 2021 | Premios Goya (35ste uitreiking) | Beste speciale effecten  | Lluis Rivera Jove, Helmuth Barnert    | Genomineerd |
| 2021 | Premios Goya (35ste uitreiking) | Beste grime en haarstijl | Paula Cruz, Jesús Guerra, Nacho Díaz  | Genomineerd |